# 松岡璃奈子
松岡 璃奈子（まつおか りなこ、1984年5月23日 - ）は、日本の女優である。
福岡県出身。太田プロダクション所属。身長160cm。スリーサイズはB78、W60、H87。靴のサイズ23.5cm。
女優の松岡恵望子は双子の姉であり、実際に『のだめカンタービレ』で双子姉妹として共演したことがあった。

## 人物
- 特技：クラシックバレエ（3歳から15年間）

## 出演

### 映画
- いぬのえいが（2005年、ザナドゥー） - 看護婦・梨香 役
- 明日の記憶（2006年、東映） - 佐伯枝実子（娘時代） 役
- 笑う大天使（ミカエル）（2006年、アルバトロス・フィルム） - 桔梗の宮 役
- 愛の言霊（2007年、ビデオプラニング） - 水沢雪子 役
- しあわせのかおり（2008年、東映）
- 蘇りの血（2009年、ファントム・フィルム）
- のだめカンタービレ 最終楽章 前編 （2009年、東宝） - 鈴木萌 役
- のだめカンタービレ 最終楽章 後編 （2010年、東宝） - 鈴木萌 役
- RUN60 -GAME OVER-（2012年、ユニバーサルJ） - 山下朋子 役
- 体脂肪計タニタの社員食堂（2013年、角川映画）
- エイトレンジャー2（2014年、東宝）

### TV

#### 連続ドラマ
- ですよねぇ。 （2006年、TBS） - 山本舞子 役
- のだめカンタービレ（2006年、フジテレビ） - 鈴木萌 役
- ヒミツの花園 （2007年、フジテレビ） - 杉本みすず 役
- ファースト・キス 第2話（2007年、フジテレビ） - りな 役
- 週刊赤川次郎（2007年、テレビ東京） - 小栗有希 役
- NHK木曜時代劇 風の果て（2007年、NHK） - 楢岡千加 役
- 33分探偵 第1話（2008年、フジテレビ） - 双子の女性・妹 役
- キイナ〜不可能犯罪捜査官〜 第8話（2009年、日本テレビ） - 宮内真理子 役
- 魔女裁判 第2話（2009年、フジテレビ）
- 0号室の客 「First Story 憧れの男」 第2・4話（2009年、フジテレビ）
- 仮面ライダーW 第11・12話（2009年、テレビ朝日） - 山村幸 役
- チーム・バチスタ2 ジェネラル・ルージュの凱旋 第1話（2010年、関西テレビ） - 三嶋千里 役
- Q10（2010年、日本テレビ） - 深井千秋 役
- Dr.伊良部一郎 第7話（2011年、テレビ朝日） - 保育士 役
- RUN60 第4話 - 第7話（2012年、毎日放送） - 山下朋子 役
- 都市伝説の女 第6話（2012年、テレビ朝日） - 太宰みゆき 役
- ガリレオ 第2シーズン 第三章「心聴る」（2013年、フジテレビ） - 佐藤聡子 役
- 町医者ジャンボ!! 第3話（2013年、読売テレビ） - 鮫村裕子 役
- 天魔さんがゆく 最終話（2013年、TBS）
- 衝撃ゴウライガン 第9話（2013年、テレビ東京） - 橋本コーポレーション社長 役
- 民衆の敵〜世の中、おかしくないですか!?〜 （2017年、 フジテレビ）- 和泉いずみ 役

#### 単発ドラマ
- 宿命 （2004年12月26日、WOWOW）
- 蒼い瞳とニュアージュ（2007年11月25日、WOWOW） - 秘書 役
- のだめカンタービレ in ヨーロッパ（2008年1月4・5日、フジテレビ） - 鈴木萌 役
- アベレイジ 第4話「男子と女子の目の付け所の話」（2008年3月28日、フジテレビ） - A子 役
- ほんとにあった怖い話 夏の特別編2008 「病室の住人」（2008年8月26日、フジテレビ） - 小林愛 役
- アベレイジ2 第4話「サプライズの憂鬱」（2008年10月10日、フジテレビ） - ライター 役
- 稲垣吾郎の金田一耕助 悪魔の手毬唄（2009年1月5日、フジテレビ） - 仁礼咲枝（娘時代） 役
- 25分 私が初めて創ったドラマ「5Q」（2009年12月22日、BS hi）
- レッドクロス〜女たちの赤紙〜（2015年8月1日・2日、TBS） - 中島和子 役

### Web
- ショートフィルム「ため息の理由」（2005年7月、モブキャスト、監督：井上春生）
- AKBホラーナイト アドレナリンの夜 第4話「間違い電話」（2015年10月14日、ビデオパス・テレ朝動画）

### CM
- 西日本鉄道・九州産交バス ひのくに号2000円高速バス（2001年）
- ハウス食品 北海道シチュー 「秋篇」「冬篇」（2003年）
- ユニクロ '04 GIFT（メリノタートル）（2004年）
- 山田養蜂場 RJスキンケア（2005年）
- 東京ガス ガス・パッ・チョ! 「マイホーム発電・読み合わせ」篇 （2006年9月）
- ナップスタージャパン  napster×TOWER RECORDS 「裁判」篇（2006年10月）
- 東芝EMI オフコース『i(ai)』「女の子編」「帰り道編」（2006年12月）
- サントリー ヴィッテル 「大志を抱く男」篇（2007年5月）
- 明治製菓 キシリッシュ 「な!」篇（2007年8月）
- ANA NIPPON2 「楽園天国」篇（2007年10月）
- NTTドコモ企業（R&D） 「優しい未来」篇（2008年3月）、（2011年）
- ミツカン 金のつぶ におわなっとう 「家族想いの母/デート編」篇 （2008年4月）
- ハーバー研究所 スクワラン 「母から娘へ」篇（2009年8月）
- 大和ハウス工業 「HERO」篇その1（2009年11月）
- サッポロビール 乾杯をもっとおいしく。 「畑と結婚式」篇 「乾杯をもっとおいしく」篇（2010年1月）
- 黄桜酒造 呑 「かわいい」篇（2011年9月）
- 龍角散 龍角散ののど飴（2011年）
- 第一生命保険「Dセイバー 子どもとの約束」篇（2013年4月）

### PV
- SOFFet「春風」（2004年）
- 福山雅治「SIDE STORY OF BEAUTIFUL DAY」（2005年）
- タッキー&翼「恋詩-コイウタ-」（2008年6月）

### その他
- CDジャケット「audio sponge 2」（2004年、cutting edge）